# Camil Bofill
Camil Bofill (1957, Torelló) es un pintor y escultor español. A los 20 años inicia los estudios en la Facultad de Bellas Artes de Barcelona con el fin de adquirir una base más sólida para seguir en el camino de la pintura, a la que ya ha decidido dedicarse plenamente. Asiste al mismo tiempo a las clases de la escultora Rosa Martínez Brau adquiriendo un mayor dominio del dibujo, el volumen y la forma. 
Se licencia en 1981. Ese mismo año pinta los retablos del Altar Mayor de Santa María de Borredá. Esta faceta de su obra pictórica, de la que hay una muestra anterior de 1979, la reemprende en 1988 realizando el retablo del baptisterio de la Iglesia de Torelló.
Es también en 1988 que presenta sus pinturas por primera vez en Barcelona. Posteriormente expone varias veces en esta ciudad y también en Madrid, Gerona, Bilbao y Braga (Portugal). Exposiciones en su mayoría individuales y alguna colectiva.